# 미오신
마이오신(영어: myosin)은 근육 단백질의 주요 성분으로 발견된다. 글로불린 모양이며, 분자량은 50만~60만이다. 거의 불용성에 가까운 젤(gel)을 형성하기 때문에 근육의 수축과 이완에 중요한 역할을 한다. 1942년에 센트죄르지 얼베르트가 발견하였다.

## 3차원 분자모터
마이오신은 근육 수축과 진핵생물의 광범위한 다른 운동 과정에서 그들의 역할로 가장 잘 알려진 운동 단백질의 슈퍼 패밀리이다. 그들은 ATP 의존적이고 액틴 기반 운동성을 담당한다. 이 용어는 원래 줄무늬 근육 조직과 평활근 조직의 세포에서 발견되는 유사한 ATPase 그룹을 설명하는 데 사용되었다. 가시아메바(Acanthamoeba castellanii)에서 마이오신 유사 기능을 가진 효소에 대한 폴라드(Pollard)와 콘(Korn)의 발견에 따라, 진핵생물의 영역 전체에 걸쳐 광범위한 다양한 마이오신 유전자가 발견되었다. 마이오신의 기능은 ATP의 에너지대사 과정에서의 대표적인 역할로서 마이오신 모터로 잘 알려진 분자모터의 3차원 모델을 잘 설명해준다.

## 마이오신 중쇄
마이오신 중쇄(MHC, myosin heavy chain)와 마이오신 경쇄(MLC, myosin light chain)로 이루어진 마이오신은 수축근육섬유(twitch fiber)의 특수한 특성을 결정함으로써 근육의 수축에 관여하며 골격근에서 보다 많이 존재하는 단백질 덩어리이다.

## 같이 보기
- 양성자 펌프
- 이온 펌프MHC